# Pero Perez
Pero Perez est le curé du village de Don Quichotte dans l'œuvre éponyme.

## Le personnage
Selon le narrateur, Pero Perez est un « homme docte et gradué à Sigüenza ». Mais comme le fait remarquer Louis Viardot, qui a traduit et commenté l'œuvre, c'est un titre ironique ; il précise : « Du temps de Cervantès, on se moquait beaucoup des petites universités et de leurs élèves. »
Il est par ailleurs très amateur de romans de chevalerie : il est précisé qu'il débattait avec Don Quichotte de qui était le meilleur chevalier, et montre l'étendue de ses connaissances dans ce domaine lors de l'épisode de la bibliothèque de Don Quichotte, où il doit décider quels livres sauver du feu, mais également lors d'une discussion avec un chanoine de Tolède[réf. souhaitée].
C'est l'un des personnages qui s'inquiète le plus de la récupération mentale de la santé du protagoniste. Il est l'organisateur du « donoso escrutinio » (grand examen) de la bibliothèque de Don Quichotte, dont le résultat est un autodafé des livres qui avaient rendu fou le protagoniste.
Il participe également de façon remarquable lors de l'épisode de la Sierra Morena[réf. souhaitée] et de la vente de Juan Palomeque[réf. souhaitée].
Dans toutes ses interventions, Pero Perez se manifeste comme un homme cultivé, sensé et de bonnes intentions.

## Dans d'autres œuvres
Le personnage de Pero Perez apparaît également dans les premiers chapitres du Quichotte apocryphe d'Alonso Fernández de Avellaneda, ainsi que dans des suites française de l'œuvre de Cervantes[réf. nécessaire].